# Cacatuinae
Subfamilia Cacatuinae este formată din două triburi, Microglossini cu o singură specie și Cacatuini cu patru genuri:
Tribul Microglossini
- Genul Probosciger
  - Probosciger aterrimus

Tribul Cacatuini
- Genul Callocephalon
  - Callocephalon fimbriatum

- Genul Eolophus
  - Eolophus roseicapilla

- Genul Lophochroa
  - Lophochroa leadbeateri

- Genul Cacatua
  - Cacatua sulphurea
  - Cacatua citrinocristata
  - Cacatua galerita
  - Cacatua ophthalmica
  - Cacatua alba
  - Cacatua moluccensis
  - Cacatua tenuirostris
  - Cacatua pastinator
  - Cacatua sanguinea
  - Cacatua goffiniana
  - Cacatua ducorpsii
  - Cacatua haematuropygia
  - Cacatua leadbeateri